# Pollicipes polymerus
Espèce
Le pouce-pied du Pacifique nord-est Pollicipes polymerus est un crustacé cirripède marin à pédoncule charnu et court, qui vit fixé aux rochers battus par les vagues. Son aire de répartition se limite à la zone intertidale le long de la côte pacifique de l’Amérique du Nord. C'est un proche parent du pouce-pied de l’Atlantique-est, Pollicipes pollicipes, leur apparence et leur goût étant similaire.
À partir de 1970, l'exploitation commerciale au Canada de P. polymerus connaît un important essor sous l'impulsion de la demande du marché espagnol dont les stocks locaux (Pollicipes pollicipes) avaient sérieusement diminués.
Cependant, les importations de pouce-pied canadien sont arrêtées depuis 1999, date à laquelle sa pêche commerciale est fermée, à la suite de la baisse préoccupante du stock
.

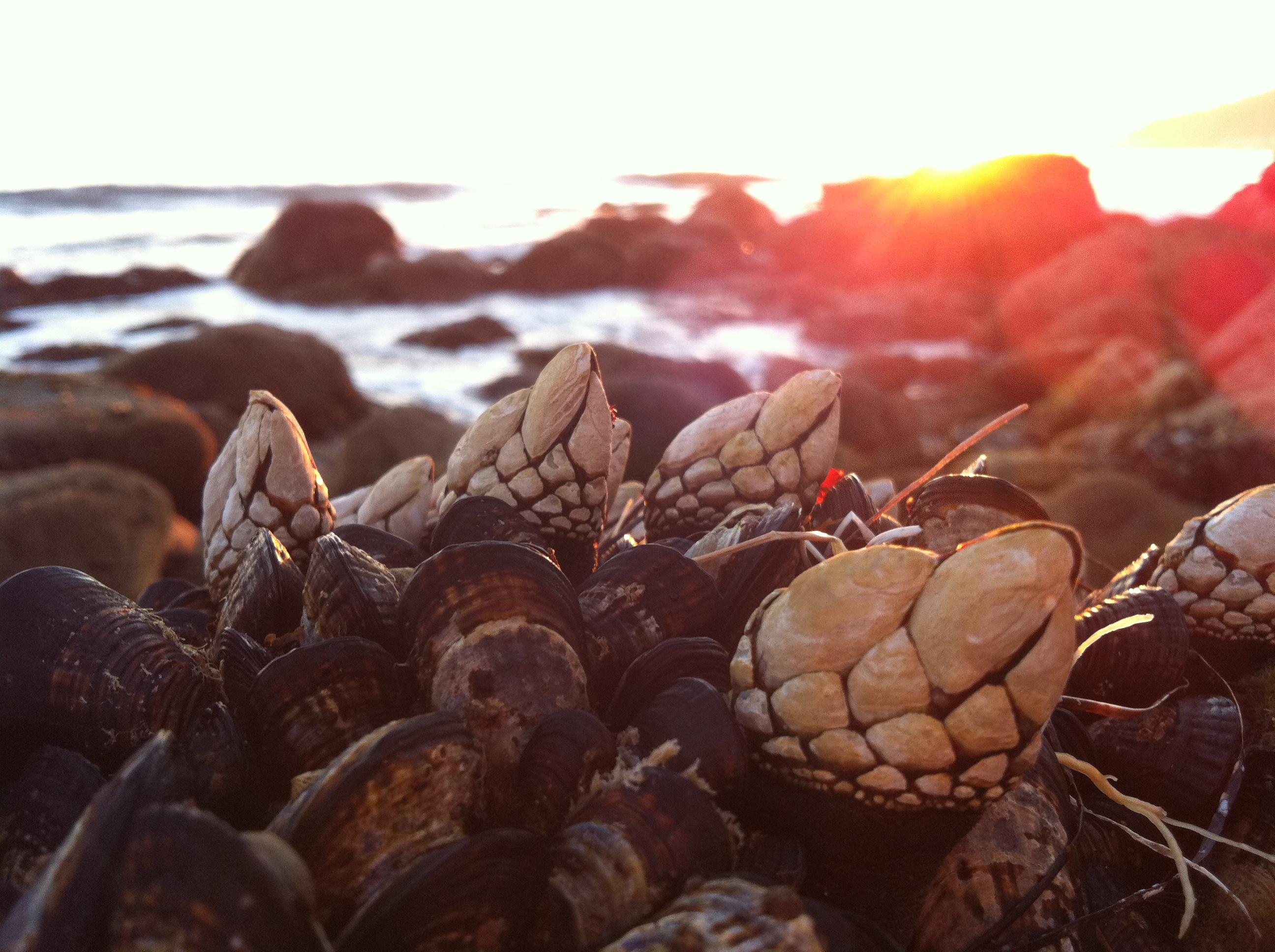
Des pouce-pieds sur la côte californienne.
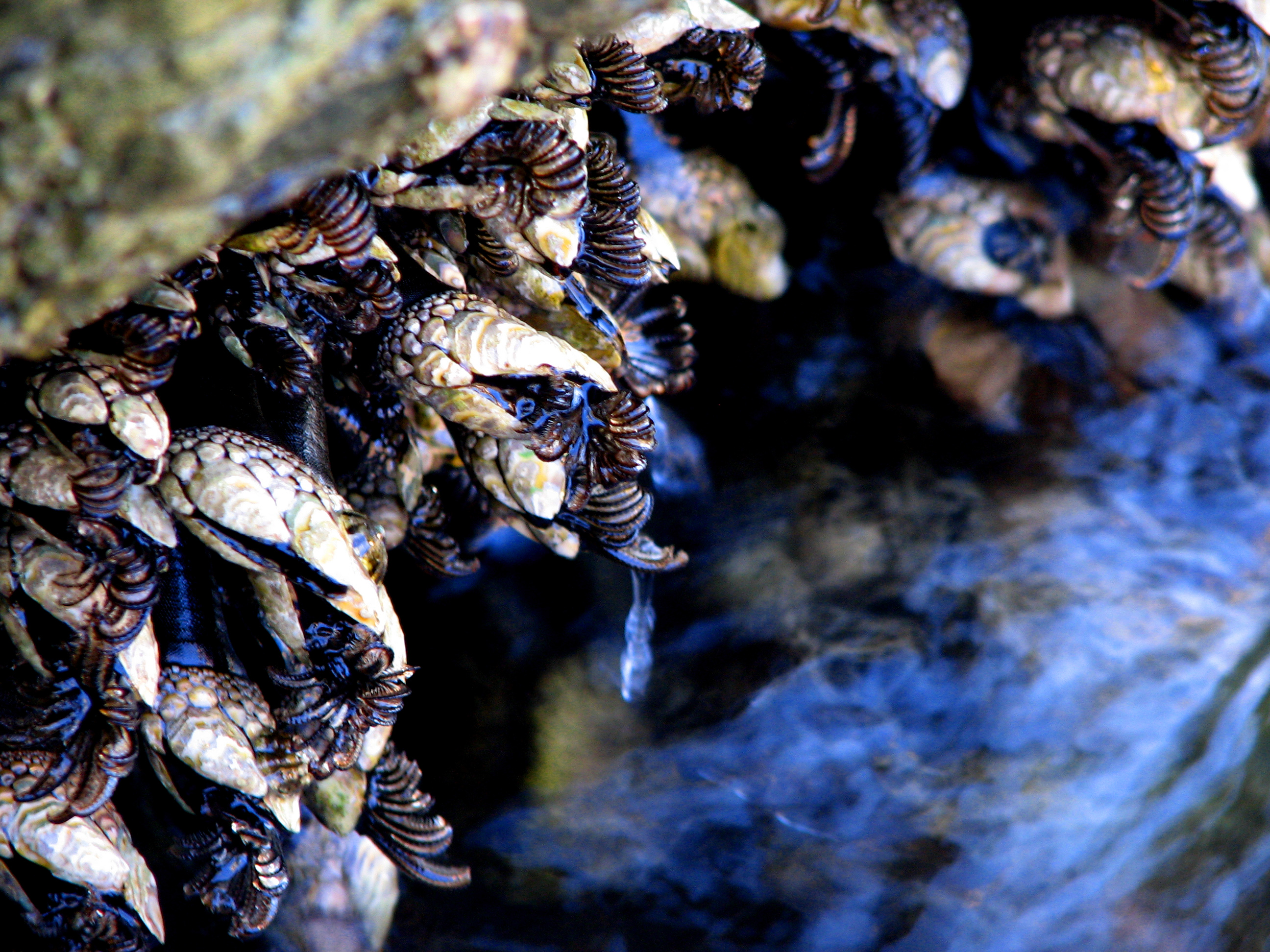
Colonie de P. polymerus à Friday Harbor sur la côte nord-ouest des États-Unis